# Austrolimnophila (Austrolimnophila) crassipes
Austrolimnophila (Austrolimnophila) crassipes is een tweevleugelige uit de familie steltmuggen (Limoniidae). De soort komt voor in het Australaziatisch gebied.